# الرأي الاستشاري لمحكمة العدل الدولية بشأن الصحراء الغربية
الرأي الاستشاري لمحكمة العدل الدولية بشأن الصحراء الغربية لعام 1975 كان رأيًا استشاريًا غير ملزم من قبل محكمة العدل الدولية بشأن سؤالين قدمتهما الجمعية العامة للأمم المتحدة بموجب القرار 3292  بشأن إقليم الصحراء الغربية (الصحراء الإسبانية آنذاك) المتنازع عليه. وقد توجهالمغرب إلى الأمم المتحدة للفصل في مطالباته ومطالبات موريتانيا بالإقليم.
تداولت محكمة العدل الدولية في الفترة ما بين 13 ديسمبر 1974 و16 أكتوبر 1976. ونص الحكم النهائي للمحكمة على ما يلي:

## خلفية
حصل المغرب على استقلاله عام 1956، وقدم حزب الاستقلال رؤيته لحدود الدولة الجديدة. ناشد هؤلاء القوميون فكرة المغرب الكبير، على أساس أراضي الإمبراطورية الشريفية التي سبقت الاستعمار الفرنسي والبريطاني. شملت هذه المنطقة ما كان في ذلك الوقت الصحراء الإسبانية وغرب إفريقيا الفرنسي والجزائر الفرنسية. تبنت الدولة المغربية نفسها رسمياً رؤية «المغرب الكبير» في عهد محمد الخامس عام 1958. بعد الاستقلال الجزائري وقبله الموريتاني في أوائل الستينيات، أطلق المغرب مطالبته بمعظم المغرب الكبير. ومع ذلك، فقد حافظ على مطالباته الوحدوية بالصحراء الغربية.
بعد إنشاء اللجنة الخاصة بإنهاء الاستعمار، أُدرجت الصحراء الإسبانية في عام 1963 في القائمة الأولية للأراضي التي ينطبق عليها إعلان منح الاستقلال للشعوب والبلدان المستعمرة، ومنذ ذلك العام تم النظر في مسألة الصحراء الغربية بانتظام من قبل اللجنة الخاصة والجمعية العامة. في 20 ديسمبر 1966، دعا قرار الجمعية العامة رقم 2229  إسبانيا إلى إجراء استفتاء لتقرير المصير في الإقليم.
بعد أن قاومت في البداية جميع مطالبات المغرب وموريتانيا (والتي بدأت أيضًا في تقديم مطالبات لأجزاء من المنطقة)، أعلنت إسبانيا في 20 أغسطس 1974 أن استفتاء لتقرير المصير سيعقد في الأشهر الستة الأولى من عام 1975.
أعلن المغرب أنه لا يمكنه قبول استفتاء يتضمن خيار الاستقلال وجدد مطالبه بإدماج ما تبقى من إقليمي الساقية الحمراء ووادي الذهب في سيادة البلاد. في موريتانيا، طالبت حركة أصغر ببعض الأراضي.
كانت العلاقات الجزائرية المغربية متوترة منذ استقلال الجزائر عام 1962، وبلغت ذروتها في حرب الرمال، وانعدام العلاقات الطبيعية. الجزائر، بعد أن دعمت في البداية المغرب وموريتانيا في مطالبهما، بدأت في عام 1975 دعم استقلال الإقليم. أيدت الجزائر رسميًا حق تقرير المصير لشعب المستعمرة الإسبانية السابقة، لأنها أيدت حق تقرير المصير لشعوب بقية البلدان الأفريقية المستعمرة. انخرطت جبهة البوليساريو، التي تأسست عام 1973، في عدة هجمات ضد الحاميات والدوريات الإسبانية، كما هاجمت حزام نقل فوسبوكرا، الذي كان يصدر الفوسفات إلى ميناء المرسى.
في 17 سبتمبر 1974، أعلن الملك الحسن الثاني عن نيته عرض القضية على محكمة العدل الدولية. في ديسمبر، وافقت إسبانيا على تأجيل الاستفتاء في انتظار رأي المحكمة. وأبدا الطرفان دعمهما لتقرير محكمة العدل الدولية على أساس أنه رأي استشاري غير ملزم وليس «قضية خلافية»، حيث يلزم الحكم الدول المعنية بالتصرف بطريقة معينة.
في 13 ديسمبر، صوتت الجمعية العامة للأمم المتحدة على الطلب، مما أدى إلى قرار الجمعية العامة للأمم المتحدة رقم 3292، الذي أكد الطلب وحدد صياغة الأسئلة التي سيتم تقديمها. كانت الجزائر من بين الدول التي صوتت لصالح القرار، وامتنعت العديد من دول العالم الثالث عن التصويت.  

## التسليم
طلب قرار الجمعية العامة للأمم المتحدة رقم 3292  أن تعطي المحكمة الدولية رأيًا استشاريًا بشأن الأسئلة التالية:
وإذا كان رأي الأغلبية «لا»، فسيتم تناول ما يلي:
في غضون ذلك، اتفق المغرب وموريتانيا بشكل مشترك على عدم الطعن في قضية التقسيم أو السيادة. في 16 يناير 1975، أعلنت إسبانيا رسميًا تعليق خطة الاستفتاء، بانتظار رأي المحكمة. في الفترة من 12 إلى 19 مايو، تم إرسال فريق تحقيق صغير مكون من مواطنين من كوبا وإيران وكوت ديفوار إلى المنطقة لتقييم الدعم الشعبي للاستقلال. كما أجروا استفسارات في الجزائر وموريتانيا والمغرب وإسبانيا.
في الصيف، تم تقديم الأسئلة من قبل الملك الحسن الثاني وإسبانيا. مُنحت الجزائر وموريتانيا والمغرب وإسبانيا جميعًا الإذن بتقديم أدلة في جلسات الاستماع (تم منع البوليساريو لأن الدول المعترف بها دوليًا فقط هي التي لها الحق في التحدث - فالجزائر مثلت الصحراويين إلى حد كبير). وعقدت سبع وعشرون جلسة في يونيو ويوليو قبل أن تعلن المحكمة انتهاء الإجراءات.
كانت الحجج التي قدمها المغرب وموريتانيا متشابهة في الأساس: أن لأحدهما حق سيادي على الإقليم. في حالة المغرب، ادعت المملكة المغربية ولاء مجموعة متنوعة من القبائل في المنطقة المحيطة بها. في حالة موريتانيا، لم تكن هناك دولة محددة بوضوح موجودة في ذلك الوقت. وبدلاً من ذلك، جادلت موريتانيا بوجود كيان مماثل أسموه «بلاد شنقيط». جادلت إسبانيا ضد السيادة المغربية، مستشهدة بالعلاقة التي أقامها المستكشفون والمستعمرون الإسبان مع السلطان، والتي لم يعترف أي منها بسلطته على المنطقة. كما دافعت الجزائر عن الموقف القائل بأن الصحراويين شعب متمايز، وليس تحت خضوع المغرب أو موريتانيا.

## الرأي
في 15 أكتوبر، نشرت بعثة زائرة تابعة للأمم المتحدة أرسلتها الجمعية العامة للقيام بجولة في المنطقة والتحقيق في الوضع السياسي نتائجها، والتي أظهرت أن السكان الصحراويين يؤيدون «بأغلبية ساحقة» الاستقلال عن كل من إسبانيا والمغرب/موريتانيا. وقدمت هذه النتائج إلى المحكمة التي نشرت رأيها في اليوم التالي.
بالنسبة للسؤال الأول، قررت المحكمة بأغلبية 13 صوتًا مقابل ثلاثة أن المحكمة يمكن أن تتخذ قرارًا بشأن هذه المسألة، وصوتت بالإجماع على أنه في وقت الاستعمار (المحدد في 28 نوفمبر 1884)، لم تكن المنطقة أرضًا مباحةً (وهذا يعني أن الأرض تنتمي إلى شخص ما).
بالنسبة للمسألة الأخيرة، قررت المحكمة بأغلبية 14 صوتًا مقابل صوتين أنها ستقرر. وكان من رأيها، بأغلبية 14 صوتا مقابل صوتين، أن هناك روابط ولاء قانونية بين هذه المنطقة والمملكة المغربية. علاوة على ذلك، كان من رأيه كذلك، بأغلبية 15 صوتًا مقابل صوت واحد، أن هناك روابط قانونية بين هذا الإقليم و«الكيان الموريتاني». ومع ذلك، حددت المحكمة طبيعة هذه الروابط القانونية في الفقرة قبل الأخيرة من رأيها، وأعلنت أن أيا من الروابط القانونية لا يعني السيادة أو الملكية الشرعية على الإقليم. كما أن هذه الروابط القانونية لا تنطبق على «تقرير المصير من خلال التعبير الحر والصادق عن إرادة شعوب الإقليم». (تقارير محكمة العدل الدولية (1975) ص. 68، الفقرة. 162)

## النتائج
تم تفسير رأي المحكمة بشكل مختلف من قبل الأطراف المختلفة، وركز كل طرف على ما يراه أنه يدعم ادعاءاته.
بينما وجدت المغرب وموريتانيا في الأجوبة على السؤالين اعترافاً بشرعية مزاعمهما على أسس تاريخية، ركزت الجزائر وجبهة البوليساريو على الفقرة قبل الأخيرة التي ذكرت أن قرار المحكمة لم يكن لإعاقة تطبيق تقرير المصير من خلال الاستفتاء الاسباني الجاري.
أعلن الحسن الثاني تنظيم مسيرة سلمية لإجبار إسبانيا على بدء مفاوضات حول وضع الإقليم، وهو ما وافقت عليه إسبانيا أخيرًا. عقدت جولة من المحادثات بين إسبانيا والمغرب وموريتانيا في مدريد وتوجت باتفاق ثلاثي الأطراف، أصبح يعرف باسم اتفاقية مدريد في 16 نوفمبر 1975، حيث تنازلت إسبانيا رسميًا عن إدارة ثلثي الإقليم الشمالي للمغرب، بينما كان من المقرر أن تدير موريتانيا الثلث الجنوبي. واحتجت الجزائر على الاتفاقية، ورد الرئيس بومدين بطرد جميع المغاربة المقيمين في الجزائر.  ولم يتم نشر نص اتفاقية مدريد على الإطلاق.
ونتيجة لذلك، تجاهلت الأطراف المعنية قرارات المحكمة إلى حد كبير. في 31 أكتوبر 1975، دخلت القوات المغربية الصحراء الغربية من الشمال الشرقي. أرسلت الجزائر قواتها إلى أراضي الصحراء الغربية للمساعدة اللوجستية في إجلاء اللاجئين الصحراويين الذين قصفتهم القوات الجوية المغربية، مما أدى إلى المواجهة العسكرية المباشرة الأولى والأخيرة بين وحدات من القوات المسلحة المغربية والجيش الوطني الجزائري في معركة أمكالة الأولى. التدخل الدبلوماسي من السعودية ومصر حال دون تصعيد الموقف أكثر.
غادر آخر جندي إسباني المنطقة في 26 فبراير 1976. في اليوم التالي، أعلن ممثلو جبهة البوليساريو عن الجمهورية العربية الصحراوية الديمقراطية. كثف المغرب وجوده العسكري في المنطقة، وبحلول نهاية العام، قسمت موريتانيا والمغرب الإقليم. كانت موريتانيا ضعيفة عسكريا واقتصاديا لدرجة أنها لم تتمكن من منافسة البوليساريو، واضطرت للتخلي عن مطالبها في عام 1979. ضم المغرب تلك الأراضي على الفور. استمر المغرب في إدارة معظم الصحراء الغربية، وقد اعترفت الولايات المتحدة بسيادته. في الوقت نفسه، اعترفت 82 حكومة بالجمهورية الصحراوية كحكومة شرعية للصحراء الغربية. 

## ملحوظات
1. 1 2  "General Assembly Resolutions 30th Session". www.un.org. مؤرشف من الأصل في 2019-07-15.
2. ↑  Suarez، David (21 أكتوبر 2016). "الصحراء الغربية والبحث لجذور الهوية الوطنية الصحراوية": 16–17. DOI:10.25148 / etd.FIDC001212. {{استشهاد بدورية محكمة}}: الاستشهاد بدورية محكمة يطلب |دورية محكمة= (مساعدة) وتأكد من صحة قيمة |doi= (مساعدة)
3. 1 2  Campos-Serrano، Alicia؛ Rodríguez-Esteban، José Antonio (يناير 2017). "Imagined territories and histories in conflict during the struggles for Western Sahara, 1956–1979". Journal of Historical Geography. ج. 55: 47. DOI:10.1016/j.jhg.2016.11.009.
4. ↑  "Decolonization A publication of the United Nations Department of Political Alf airs, Trusteeship and Decolonization" (PDF). United Nations. أكتوبر 1980. ص. 4. مؤرشف من الأصل (PDF) في 2021-11-26.
5. ↑  "Decolonization A publication of the United Nations Department of Political Alf airs, Trusteeship and Decolonization" (PDF). United Nations. 15 أبريل 2021 [October 1980]. مؤرشف من الأصل (PDF) في 2021-11-26. اطلع عليه بتاريخ 2021-04-15.
6. ↑  "Letter dated August 20, 1974 from the Permanent Representative of Spain to the United Nations to the Secretary-General, U.N. Doc. A/9714". United Nations General Security Assembly Council. 1976. مؤرشف من الأصل في 2021-04-15.
7. ↑  Mundy، Jacob (11 ديسمبر 2020). "The U.S. recognized Moroccan sovereignty over the disputed Western Sahara. Here's what that means". واشنطن بوست. مؤرشف من الأصل في 2021-06-27.